# Лемехова, Татьяна Ивановна
Татьяна Ивановна Лемехова (19 июня 1946, Ленинград, РСФСР — 8 января 2013, Санкт-Петербург, Российская Федерация) — советская и российская спортсменка и тренер по баскетболу, заслуженный тренер России (2005). Заслуженный мастер спорта СССР (1992).

## Биография
Воспитанница ДЮСШ «Спартак», выступала за ленинградский «Спартак» (1962—1981).
- чемпионка мира (1971),
- обладательница Кубка кубков европейских стран (1972—1974),
- обладательница Кубка Лилиан Ронкетти (1975).

Чемпионка СССР (1974), серебряный (1970—1973, 1975) и бронзовый (1976) призёр чемпионатов страны. Бронзовый призёр VI Спартакиады народов СССР (1975).
Тренировала женские команды: «Спартак» (1981—1986), «Электросила» (1987—1992), «Форс-Мажор» (1992—1996). Работала в СДЮШОР Калининского района (с 1996 года). На Олимпийских играх 2012 года в Лондоне воспитанница Лемеховой Наталья Жедик в составе сборной России заняла 4-е место.